# Strelitzia alba
Strelitzia alba, nota come strelitzia bianca, è endemica delle regioni costiere del Sudafrica che si estendono a sud di Knysna, nella Provincia del Capo Occidentale. Cresce nelle foreste sempreverdi, nelle gole montane e lungo i fiumi. Il suo sinonimo è Strelitzia augusta.
I primi esemplari furono raccolti dal botanico Carl Peter Thunberg nel 1773 presso il fiume Pisang, e poi introdotta in Inghilterra da Francis Masson nel 1791.

## Descrizione
Strelitzia alba può crescere fino a 10 metri di altezza, con foglie che misurano 1 metro di lunghezza e 60 centimetri di larghezza. Come suggerisce il nome scientifico, le infiorescenze, lunghe circa 20 centimetri, sono completamente bianche e non presentano il colore blu che si trova invece in altre Strelitziaceae. 
Ha, come la Strelitzia caudata, un'infiorescenza semplice (al contrario della simile Strelitzia nicolai, in cui più fiori si trovano uno sopra l'altro). Differisce inoltre dalla Strelitzia nicolai per le generali dimensioni più ridotte.
I frutti sono capsule legnose che contengono semi rotondi, da neri a bruni, con arillo giallo. Importata in Europa dalla fine del XVIII secolo, con Strelitzia reginae ha originato l'ibrido orticolo Strelitzia x kewensis.